# Fracción solar
La fracción solar "f" es la cantidad de energía solar obtenida a través de la tecnología solar utilizada, dividido por el total de la energía requerida. La fracción solar oscila entre 0 (ninguna utilización de la energía solar) y 1.0 (toda la energía que se necesita se obtiene del sistema). La fracción solar de un sistema particular depende de muchos factores, como la carga, las dimensiones de los captadores y acumuladores, el funcionamiento y el clima. Por ejemplo, una instalación solar de agua caliente sanitaria utilizada por una familia en Múnich (Alemania) puede ofrecer una fracción solar del 30 % (f=0.3), mientras que la misma instalación para el mismo consumo de una familia en Albacete (España) puede conseguir un 75 % (f=0.75). Es importante hacer un buen estudio de esta fracción solar de cara al rendimiento del sistema y la economía.
Antes de incrementar una fracción solar existente, es interesante acometer medidas de ahorro de energía, como reducir la cantidad de agua caliente necesaria para el consumo, o eliminar zonas de la casa que pueden estar sin calefacción. Estas medidas siempre supondrán un beneficio económico mayor que el redimensionamiento de una instalación solar. Los análisis por ordenador con programas como el F-Chart, pueden servir para comparar las distintas tecnologías.